# 910
| Calendário gregoriano                                                        | 910 CMX                                                |
| Ab urbe condita                                                              | 1663                                                   |
| Calendário arménio                                                           | 359 – 360                                              |
| Calendário bahá'í                                                            | -934 – -933                                            |
| Calendário budista                                                           | 1454                                                   |
| Calendário chinês                                                            | 3606 – 3607 Início a 13 de fevereiro (aproximadamente) |
| Calendário copta                                                             | 626 – 627                                              |
| Calendário etíope                                                            | 902 – 903                                              |
| Calendários hindus - Vikram Samvat - Calendário nacional indiano - Cáli Iuga | 965 – 966 831 – 832 4010 – 4011                        |
| Calendário Holoceno                                                          | 10910                                                  |
| Calendário islâmico                                                          | 297 – 298                                              |
| Calendário judaico                                                           | 4670 – 4671                                            |
| Calendário persa                                                             | 288 – 289                                              |
| Calendário rúnico                                                            | 1160                                                   |
| Calendário solar tailandês                                                   | 1453                                                   |

910 (CMX, na numeração romana) foi um ano comum do século X do Calendário Juliano, da Era de Cristo, teve início numa segunda-feira e terminou também numa segunda-feira e a sua letra dominical foi G (52 semanas).
No território que viria a ser o reino de Portugal estava em vigor a Era de César que já contava 948 anos.
| Ano completo                         |
| ------------------------------------ |
| Ano comum com início à segunda-feira |

## Eventos
- Partilha do Reino das Astúrias entre os filhos de Afonso III de Leão, Garcia I de Leão, Fruela II das Astúrias e Ordonho II da Galiza. Este último tem o apoio dos condes portucalenses.
- Lucídio Vimaranes recebe o título de Conde de Portucale.

## Nascimentos
- Lucídio Alvites Cavaleiro medieval ligado à fundação do Condado Portucalense.
- Diogo Muñoz de Saldanha m. 951, Rico-homem e primeiro conde de Saldaña.
- Roberto I de Vermandois m. 968, foi Conde de Vermandois e Troyes.

## Mortes
- 20 de Dezembro - Afonso III das Astúrias, rei das Astúrias, da Galiza e de Leão (n. 848).
- Lobo I de Bigorre, conde de Bigorre.